# Gecinulus
Genre
Gecinulus est un genre d'oiseaux de la famille des Picidae.

## Liste des espèces
D'après la classification de référence (version 14.1, 2024) du Congrès ornithologique international (ordre phylogénique) :
- Gecinulus rafflesii – Pic oriflamme
- Gecinulus grantia – Pic grantia
- Gecinulus viridis – Pic des bambous